# Hindsia longiflora
Hindsia longiflora är en måreväxtart som först beskrevs av Adelbert von Chamisso, och fick sitt nu gällande namn av George Bentham och John Lindley. Hindsia longiflora ingår i släktet Hindsia och familjen måreväxter.

## Underarter
Arten delas in i följande underarter:
- H. l. colorata
- H. l. longiflora